# Jeanne de Vietinghoff
Jeanne de Vietinghoff (31 de diciembre de 1875 – 15 de junio de 1926) fue una escritora belga que publicó varios libros sobre ética, mística y temas religiosos. Fue la madre del pintor y filósofo Egon von Vietinghoff.

## Vida
Jeanne Céline Emma Bricou nació el 31 de diciembre de 1875 en Schaerbeek, ahora un distrito de Bruselas, Bélgica. Sus padres fueron Alexis Pierre Joseph Bricou (1825-77) y su tercera esposa Emma Antonieta Isaure Storm de Grave (1841-1933), que provenía de una familia holandesa patricia. Ella era su única hija, y su padre murió cuando ella tenía 18 meses. Aunque era protestante, recibió su educación secundaria en la escuela del convento católico del Sacré-Coeur en Jette, en las afueras de Bruselas. El internado francófono estaba dirigido por las Hermanas del Sagrado Corazón. Jeanne fue enviada allí para perfeccionar su francés. Su mejor amiga era Fernande Cartier de Marchienne, que sería la madre de la escritora Marguerite Yourcenar. Las dos chicas formaron una relación íntima.
Jeanne conoció al barón alemán báltico Conrad von Vietinghoff en una conferencia sobre un tema espiritual en Dresde, y se casó con él el 17 de abril de 1902 en La Haya, Países Bajos. Su esposo era músico. Vivieron durante aproximadamente dos años en Curlandia, Letonia, hogar de los padres de Conrad, luego en San Petersburgo y en Alemania antes de mudarse a Holanda. Tuvieron dos hijos: Egon (1903) y Alexis (1904). En 1905, Jeanne se enteró de la muerte de su excompañera de clase Fernande, y escribió invitando a su esposo, Michel de Crayencour, a ir con su hija Marguerite de vacaciones a la casa de verano de su madre en Scheveningen, junto al mar. El joven Egon de Vietinghoff recuerda pasar tiempo en la playa con Marguerite Yourcenar, que tenía la misma edad que él.
Jeanne y su esposo compartieron un sentido común de dignidad, integridad, ética y religión, y su hogar se convirtió en un lugar de encuentro para las personas interesadas en el arte y la discusión intelectual. Vivieron en París, Wiesbaden, Ginebra y Zürich. Los visitantes incluyeron a Romain Rolland, Maurice Maeterlinck, Guy de Pourtalès, Pablo Casals y Carl Schuricht. La familia visitaba a menudo a la madre de Jeanne en los Países Bajos, y viajaba por Francia, Italia, Alemania, los Estados bálticos y Suiza, y algunas veces llevaba consigo a la institutriz de los niños. A pesar de esta vida ocupada, Jeanne se tomó el tiempo de escribir cinco libros de reflexiones sobre la vida, el alma, las crisis personales, el desarrollo espiritual y la influencia divina. 
Desarrolló cáncer de hígado a la edad de 50 años. Murió el 15 de junio de 1926 en Pully, cerca de Lausana, Suiza. Fue enterrada en el cementerio de Jouxtens sobre el lago Lemán, cerca de Lausana.
Marguerite Yourcenar publicó un homenaje a Jeanne de Vietinghoff en La Revue Mondiale.
Hacia el final, ella escribió: 
"Me he olvidado de decir lo hermosa que ella misma era. Todavía era muy joven cuando murió, antes de que llegaran las pruebas de la vejez, que no temía. Mucho más que sus escritos, es su vida la que me da la impresión de perfección ... Si Jeanne de Vietinghoff no hubiera escrito nada, su personaje no sería menos noble. Solo que muchos de nosotros nunca lo hubiéramos sabido. Es la manera del mundo que las virtudes más raras de una persona permanecen siempre en el secreto de otra persona ... La vida en la tierra, que ella amó tanto, era para ella solo el lado visible de la vida eterna. Sin duda ella aceptaba la muerte como una noche más oscura que las otras, pero a la que seguiría un amanecer más brillante. A una le gustaría creer que ella no estaba equivocada. A una le gustaría creer que la disolución en la tumba no detuvo un desarrollo tan raro; a una le gustaría creer que la muerte, para tales almas, es simplemente un paso más.

## Publicaciones
- ·  Jeanne Bricou Vietinghoff (1909), Impressions d'âme, Paris: Fischbacher, p. 211
- ·  Jeanne Bricou Vietinghoff (1912), La Liberté intérieure, fig. par la Bonne B. de Wolff, Paris: Fischbacher, p. 299
- ·  Jeanne Bricou Vietinghoff (1915), L'intelligence du bien, Paris: Fischbacher, p. 217
- ·  Jeanne Bricou Vietinghoff (1923), Au seuil d'un monde nouveau, Paris: Fischbacher, p. 184
- ·  Jeanne Bricou Vietinghoff (1924), L'Autre devoir, histoire d'une âme (novel), Neuchâtel et Genève ; Paris: Éditions Forum, p. 386
- ·  Jeanne Bricou Vietinghoff (1927), Sur l'art de vivre, Précédé d'une notice biographique, par Mme Hélène Naville, Paris: Fischbacher, p. 50